# Randy VanWarmer
Randall Edwin Van Warmer (Indian Hills, 30 de março de 1955 – Seattle, 12 de janeiro de 2004), artisticamente conhecido como Randy VanWarmer (grafado também como Vanwarmer ou Van Warmer), foi um cantor, compositor e guitarrista norte-americano, conhecido por seu sucesso "Just When I Needed You Most", lançado em 1979.

## Carreira
Filho de Roger VanWarmer (1919–1967) e Betsy VanWarmer (nascida Harry; 1919–2006)., perdeu seu pai aos 15 anos e se mudou com a mãe para a Inglaterra.
Seu primeiro álbum, Warmer, foi lançado em 1979, e teve como destaque a faixa Just When I Needed You Most, que ficou na quarta posição na Billboard Hot 100, em oitavo lugar na UK Singles Chart e liderou a Billboard Hot Adult Contemporary Tracks. No Brasil, fez parte da trilha sonora internacional da novela Água Viva, da TV Globo, em 1980, sendo interpretada por Tony Wilson, integrante do grupo Hot Chocolate.
Terraform, segundo disco do cantor, foi lançado também em 1980 e vendeu moderadamente no Japão e na Austrália, sendo considerado um trabalho mais "sombrio e alternativo" que Warmer. Ele ainda lançou 7 álbuns entre 1981 e 1996. Seu último trabalho, intitulado Sings Stephen Foster, foi lançado postumamente apenas no Japão em 2005, homenageando Stephen Foster, considerado o "pai da música americana", e o encarte do CD mostrou que VanWarmer tocou todos os instrumentos e que ele concluiu as gravações pouco depois de saber que tinha leucemia, da qual era portador desde 2003. O cantor faleceu em 12 de janeiro de 2004, aos 48 anos, seu corpo foi cremado e parte das cinzas foi enviada ao espaço em 2007 e 2012. Era casado com Suzi VanWarmer, com quem teve 3 filhos (Dave, Mark e Ron), e outros 3 álbuns póstumos foram lançados após sua morte: Songwriter (2006), Songwriter Vol. 2 (2007) e Just When I Needed You Most, Vital Spark (2012).

## Discografia

### Álbuns de estúdio
- Warmer – 1979
- Terraform – 1980
- Beat of Love – 1981
- The Things That You Dream – 1983
- I Am – 1988
- Every Now and Then – 1990
- The Third Child – 1994
- The Vital Spark – 1994 (título alternativo: I Will Whisper Your Name)
- Sun, Moon and Stars – 1996
- Sings Stephen Foster – 2005 (póstumo)
- Songwriter – 2006 (póstumo)
- Songwriter Vol. 2 – 2007 (póstumo)
- Just When I Needed You Most, Vital Spark – 2012 (póstumo)

### Singles
| 1979                                                                            | "Gotta Get Out of Here"                           | —  | —  | — | —  | — | — | —  |              |
| 1979                                                                            | "Just When I Needed You Most"                     | 4  | 71 | 1 | 32 | 5 | 8 | 17 | - BPI: Prata |
| 1980                                                                            | "Call Me"                                         | —  | —  | — | —  | — | — | —  |              |
| 1980                                                                            | "Whatever You Decide"                             | 77 | —  | — | —  | — | — | —  |              |
| 1980                                                                            | "Hanging on to Heaven"                            | —  | —  | — | —  | — | — | —  |              |
| 1981                                                                            | "Doesn't Matter Anymore"                          | —  | —  | — | —  | — | — | —  |              |
| 1981                                                                            | "All We Have Is Tonight"                          | —  | —  | — | —  | — | — | 92 |              |
| 1981                                                                            | "Suzi Found a Weapon"                             | 55 | —  | — | —  | — | — | 88 |              |
| 1988                                                                            | "I Will Hold You"                                 | —  | 53 | — | —  | — | — | —  |              |
| 1988                                                                            | "Where the Rocky Mountains Touch the Morning Sun" | —  | 72 | — | —  | — | — | —  |              |
| "—" denotes releases that did not chart or were not released in that territory. |                                                   |    |    |   |    |   |   |    |              |